# Tigrerad

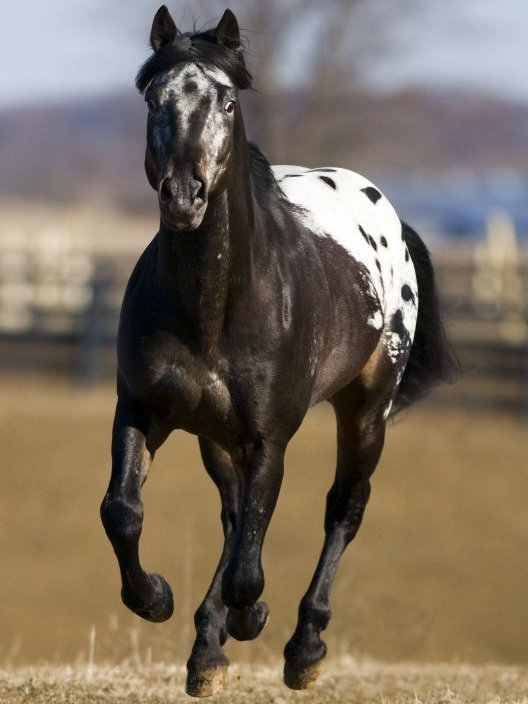
Schabraktigrerad appaloosa

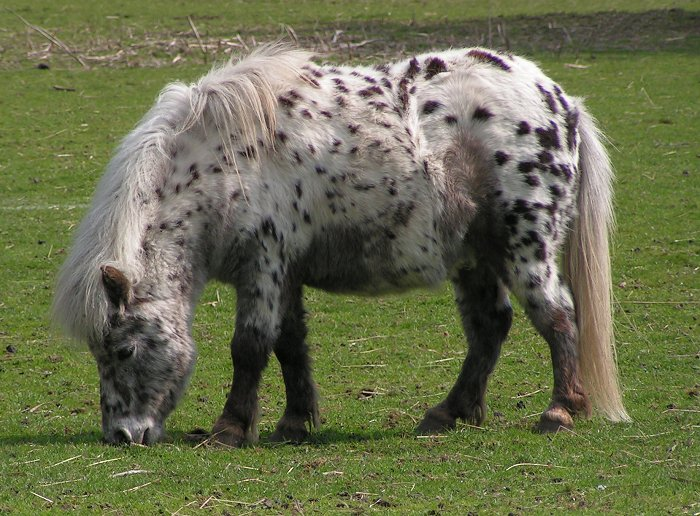
leopardtigrerad British spotted pony

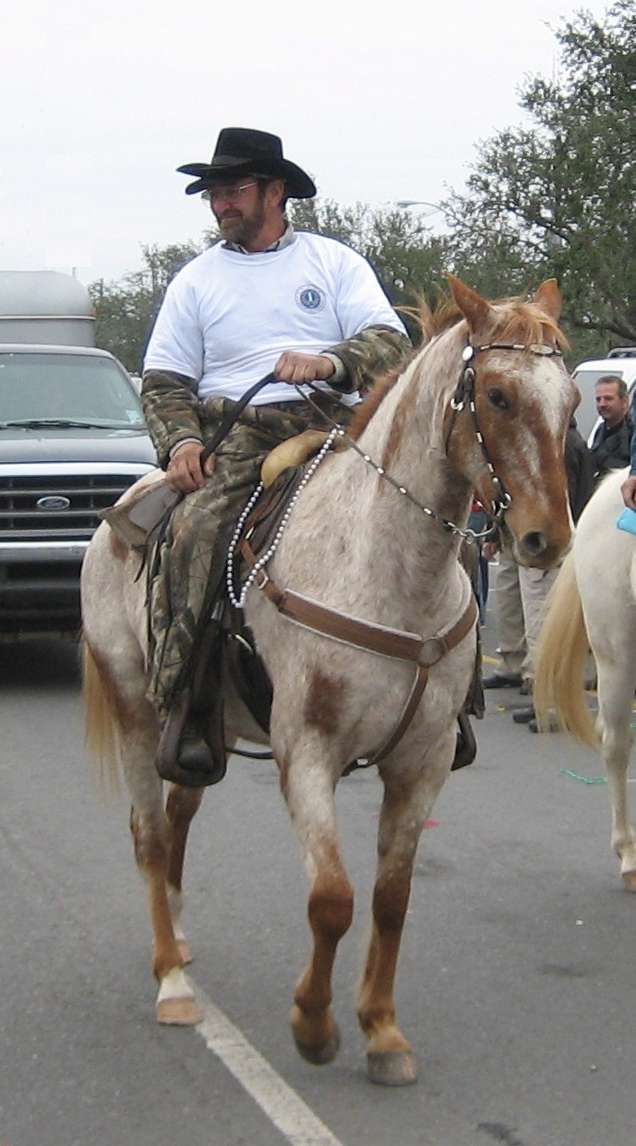
Melerad

Tigrering eller tiger, är den småfläckiga färgteckning som kan förekomma hos hästar, framförallt hos raserna Appaloosa, British spotted pony, Colorado ranger horse och Knabstrupper. Men även hos Gotlandsruss är tigrering en godkänd färg. Fläckarna kan variera i mängd och storleken kan variera mellan en enkrona och en handflata. Det finns tigrerade hästar med så lite som en eller två fläckar och upp till så många att hästen är nästan täckt.

## Teckningar
Det finns ett otal olika teckningar som inom gruppen tigrerade, de vanligaste är leopard och fläckigt schabrak.
- Leopard: färgade prickar på en vit botten.
- Snöflinga: vita prickar på färgad botten
- Schabrak: Ojämnt vitt "täcke" som sprider sig från korset.
- Fläckigt schabrak Samma som schabrak, fast med fläckar.
- Melering/stickelhårig Kan finnas på alla tigerteckningar, det helfärgade området på hästen (ej prickarna) har små insprängda vita hår (se stickelhårig)
- Few-spot: inga synliga prickar eller fläckar i hästens hårrem, men däremot andra kännetecken som vit sclera i ögat, marmorerad hud och randiga hovar. Eventuellt finns några få enstaka hårstrån i annan färg i hårremmen. Dessa hästar får testas genetiskt för att påbevisa LpLp-genen som ger tigrering.

Typiskt för tigrerade hästar är även en vit sclera (hornhinna) runt ögats iris, liknande människoögon, och även marmorerade mönster i huden på mulen och randiga hovar.

## Historia
Tigrerade eller prickiga hästar har känts till i flera tusen år och de första dokumentationerna av prickiga hästar gjordes redan för 20 000 år sedan med grottmålningar i Frankrike, föreställandes prickiga hästar.  Framställningar av tigrerade hästar gjordes även av de första kända hästfolken, skyterna, ca 1000 f.Kr. Man tror att tigreringen hos hästar utvecklades som ett slags kamouflage hos hästarna redan under förhistorisk tid.
I forna Turkmenistan (västra Asien och Ryssland) uppskattades tigrerade hästar högt och kallades för himmelska hästar och tigrerade Ferghanahästar importerades över hela Asien och i Europa. En teckning av den kinesiske mästaren Chao Meng-Fu visade en tigrerad häst, vilket bevisar att tigrerade hästar såldes till Kina. Den mest kända av dessa hästar kallades Ferghanahästar och var från Ferghanadalen i det som idag är Afghanistan och importerades i stort antal till Europa.
Bilder och konstverk har visat att även araben kunde vara tigrerad, med målningar på prickiga hästar av tydlig arabisk karaktär, något som inte är tillåtet idag hos araben. Men det fanns bevis på att det fanns tigrerade araber som importerades till England under 1700-talet, bland annat en målning av John Wooton på Lord Oxfords häst som kallades "den blodbogade araben". Denna arabiska hingst skulle även ha gett avkommor av engelska fullbloden Bloody Buttocks, Bay Bloody Buttocks och The Tetrarch som var de enda kända tigrerade engelska fullbloden i världen. Även i Polen har det funnits dokumentationer om tigrerade araber, men dock inga bevis på att de verkligen funnits.
De berömda spanska hästarna kunde ofta vara tigrerade och genom koloniseringen av Amerika under 1400-1500-talet fördes många prickiga hästar till Nya världen och bland annat den prickiga hästrasen Appaloosa härstammar från de tigrerade spanska hästarna. Även i Europa spred sig de tigrerade hästarna och speciellt i Österrike och Polen fanns vackra tigrerade hästar. Norikerhästen kan bland annat komma i tigrerad form och den danska Knabstruppern är känd för sin prickiga färg. Gotlandsrusset fick sin tigrering genom att Godsägare Willy Wöhler på Klintebys egendom startade på 1880-talet ett ponnystuteri. Han hade ett antal russton som betäcktes med Khediven, som kom att få nr 1 i ”Stambok för russ”. Khediven ansågs vara efter ”Böösens Arab”, men mer troligt är att han vara av knabstruperstam. Han var den som tillförde rasen den tigrerade färgen.
Namnet tigrerad kommer troligtvis från det franska ordet tigre. I England kallades (och kallas fortfarande ibland) tigrerade hästar för blagdon och romerna, som värdesatte tigrerade eller fläckiga hästar högt kallade hästarna för chubarry.

## Övrigt om tigrerade hästar
- Pippi Långstrumps häst Lilla Gubben är leopard-tigrerad. Dock var den hästen, som i verkligheten hette Bunting, en avblekbar skimmel, vars prickar målades dit.
- Det finns ett antal olika hästraser som har Tigrering som deras enda standardfärg bland annat  Appaloosa, British spotted pony, Colorado ranger horse, och Knabstrupper.
- Förr i tiden kallades både prickiga och fläckiga hästar för tiger, efter det franska ordet "tigre". Idag är det vanligare att man säger "spotted" eller "appaloosa" i engelskspråkiga länder. Det finns dock en tigrerad hästras i USA som heter Tigerhäst, efter det gamla namnet på prickiga hästar.